# 29 juillet en sport
29 juin 29 août
Chronologies thématiques
- Croisades
- Ferroviaires
- Disney

Le 29 juillet (210e jour de l'année ou 211e en cas d'année bissextile) en sport.

## Événements

### XVIIesiècle
- 1666 :
  - (Joute nautique) : premières joutes nautiques à Sète à l’occasion de l’inauguration du port.

### XIXesiècle
- 1840 :
  - (Voile) : première régate en France de bateaux à voile. Cette épreuve est organisée au large du Havre par la Société des régates du Havre, fondée en 1838.

### XXesièclede1901à1950
- 1906 :
  - (Cyclisme sur route) : René Pottier remporte le Tour de France.
- 1934 :
  - (Cyclisme) : Antonin Magne remporte le Tour de France.
  - (Sport automobile) : Grand Prix automobile de Belgique.

### XXesièclede1951à2000
- 1951 :
  - (Sport automobile) : sixième grand prix de F1 de la saison 1951 en Allemagne, remporté par Alberto Ascari sur Ferrari.
  - (Cyclisme) : le Suisse Hugo Koblet remporte le Tour de France.
- 1956 :
  - (Sport automobile) : victoire de Ninian Sanderson et Ron Flockhart aux 24 Heures du Mans.
- 1957 :
  - (Boxe) : le champion Floyd Patterson conserve son titre de champion du monde des poids lourds de boxe en battant Tommy Jackson par arrêt de l'arbitre au 10e round à New York.
- 1973 :
  - (Formule 1) : Grand Prix automobile des Pays-Bas.
- 1979 :
  - (Formule 1) : Grand Prix automobile d'Allemagne
- 1989 :
  - (Athlétisme) : Javier Sotomayor porte le record du monde du saut en hauteur à 2,44 mètres.
- 1990 :
  - (Formule 1) : Grand Prix automobile d'Allemagne.
- 1999 :
  - (Natation) : le nageur allemand Stev Theloke bat le record d'Europe du 50 m dos à Istanbul, en 25 s 66.
- 2000 :
  - (Formule 1) : Grand Prix automobile d'Allemagne.

### XXIesiècle
- 2001 :
  - (Cyclisme) : l'Américain Lance Armstrong remporte son troisième Tour de France.
  - (Formule 1) : Grand Prix automobile d'Allemagne.
- 2002 :
  - (Natation) : le nageur russe Yevgeny Sadovyi bat le record du monde du 400 m nage libre, à Barcelone, en 3 min 55 s 00.
- 2007 :
  - (Cyclisme) : Alberto Contador remporte le Tour de France.
  - (Jeux panaméricains) : à Rio de Janeiro, clôture de la quinzième édition des Jeux panaméricains.
- 2009 :
  - (Formule 1) : BMW Sauber F1 Team se retire du championnat de Formule 1 à la fin de saison 2009.
- 2012 :
  - (JO) : 5e jour de compétition aux Jeux olympiques de Londres.
- 2015 :
  - (Football /FIFA) : comme attendu, Michel Platini se porte officiellement candidat à la présidence de la FIFA.
  - (Natation /Championnats du monde) : à l'épreuve synchronisée du plongeon par équipes mixte, victoire des Britanniques Tom Daley et Rebecca Gallantree et dans l'épreuve libre solo de natation synchronisé, victoire de la Russe Natalia Ishchenko.
- 2016 :
  - (Football /Ligue 2) : reprise du championnat de France de football de Ligue 2 qui se terminera le 19 mai 2017.
- 2017 :
  - (Football /Trophée des champions) : à Tanger au Maroc, Paris remporte son cinquième Trophée des Champions d'affilée en battant Monaco (2-1).
- 2018 :
  - (Compétition automobile /Formule 1) : sur le Grand Prix de Hongrie qui se dispute sur le Hungaroring à Budapest, victoire du Britannique Lewis Hamilton qui devance l'Allemand Sebastian Vettel et le Finlandais Kimi Räikkönen complète le podium.
  - (Cyclisme sur route /Tour de France) : sur la 21e étape et dernière étape du Tour de France 2018 qui relie Houilles à Paris, sur l'Avenue des Champs-Élysées, soit distance de 116 kilomètres[1], victoire du Norvégien Alexander Kristoff. Le Gallois Geraint Thomas remporte la 105e édition du Tour de France.
- 2021 :
  - (Jeux olympiques d'été /Jeux de Tokyo) : 9e jour de compétition des Jeux olympiques à Tokyo.
- 2023 :
  - (Cyclisme sur route /Tour de France Femmes) : sur la 7e étape du Tour de France qui se déroule entre Lannemezan et le col du Tourmalet (Bagnères-de-Bigorre), sur une distance de 89,8 kilomètres[2], victoire de la Néerlandaise Demi Vollering qui s'empare du maillot jaune.
- 2024 :
  - (Jeux olympiques d'été /Jeux de Paris) : 5e jour de compétition des Jeux olympiques.

## Naissances

### XIXesiècle
- 1869 :
  - Paul Aymé, joueur de tennis français. Vainqueur des tournois de Roland Garros 1897, 1898, 1899 et 1900. († 25 juillet 1962).
- 1870 :
  - George Dixon boxeur canadien. Champion du monde poids coqs de boxe anglaise de 1890 à 1892 puis champion du monde poids plumes de boxe anglaise à trois reprises. († 10 janvier 2003).
- 1874 :
  - Auguste Giroux, joueur de rugby à XV français. Champion olympique aux Jeux de Paris 1900. († 9 août 1953).
- 1883 :
  - Fred Pentland, footballeur puis entraîneur anglais. (5 sélections en équipe nationale). († 16 mars 1962).

### XXesièclede1901à1950
- 1909 :
  - Marcel Vandernotte, rameur français. Médaillé de bronze du quatre de pointe avec barreur aux Jeux de Berlin 1936. († 15 décembre 1993).
- 1922 :
  - Joseph Pannaye, footballeur puis entraîneur belge. (13 sélections en équipe nationale). († 6 janvier 1908).
- 1925 :
  - Ted Lindsay, hockeyeur sur glace canadien. († 4 mars 2019).
- 1929 :
  - Julinho, footballeur brésilien. (27 sélections en équipe nationale). († 10 janvier 2003).
- 1933 :
  - Colin Davis, pilote de courses automobile britannique. († 19 décembre 2012).
- 1939 : 
  - Witold Baran, athlète de demi-fond polonais († 22 juin 2020).
- 1940 : 
  - Amarildo, footballeur brésilien. Champion du monde de football 1962. (22 sélections en équipe nationale).
- 1943 :
  - Ingrid Krämer, plongeuse est-allemande puis allemande. Championne olympique du tremplin à 3 m et de la plateforme à 10 m aux Jeux de Rome 1960 puis championne olympique du tremplin à 3 m et médaillée d'argent de la plateforme à 10 m aux Jeux de Tokyo 1964. Championne d'Europe de natation du tremplin à 3 m et de la plateforme à 10 m 1962.
- 1945 :
  - Mircea Lucescu, footballeur puis entraîneur roumain. (65 sélections en équipe nationale). Sélectionneur de l'équipe de Roumanie de 1981 à 1985 puis de l'équipe de Turquie de 2017 à 2019. Vainqueur de la Coupe UEFA 2009 avec le Chakhtar Donetsk.
- 1946 :
  - Stig Blomqvist, pilote de rallyes automobile suédois. Champion du monde des rallyes 1984; (11 victoires en Rallye).
  - Alexeï Tammiste, basketteur soviétique puis estonien. Championnat d'Europe de basket-ball 1971.
- 1950 :
  - Maricica Puică, athlète de demi-fond et de fond roumaine. Championne olympique du 3 000m et médaillée de bronze du 1 500m aux Jeux de Los Angeles 1984. Championne du monde de cross-country par équipes 1978 puis en individuelle 1982 et 1984.

### XXesièclede1951à2000
- 1952 :
  - Joe Johnson, joueur de snooker anglais. Champion du monde de snooker 1986.
- 1955 :
  - Jean-Luc Ettori, footballeur puis entraîneur français. (9 sélections en équipe de France).
- 1956 :
  - Faustino Rupérez, cycliste sur route espagnol. Vainqueur du Tour d'Espagne 1980 et du Tour de Catalogne 1981.
- 1957 :
  - Nellie Kim, gymnaste artistique soviétique puis biélorusse et ensuite tadjik. Championne olympique du concours général par équipes, du sol et du saut de cheval puis médaillée d'argent du concours général individuel aux Jeux de Montréal 1976, championne olympique du concours général par équipes et du sol aux Jeux de Moscou 1980. Championne du monde de gymnastique artistique du concours général par équipes 1974 et 1979 ainsi que du concours général par équipes, du sol et du saut e cheval 1978. Championne d'Europe de gymnastique artistique féminine du sol 1975 et du saut de cheval 1977.
- 1960 :
  - Peter Wirz, athlète de demi-fond suisse.
- 1961 :
  - Massimo Podenzana, cycliste sur route italien.
- 1962 :
  - Frank Neubarth, footballeur puis entraîneur allemand.
  - Vincent Rousseau, athlète de fond belge. Champion du monde de semi-marathon 1993. Médaillé d'argent du 10 000 m aux Euros d'athlétisme 1994.
- 1963 :
  - Jim Beglin, footballeur nord-irlandais. (15 sélections en équipe nationale).
  - Graham Poll, arbitre de football anglais.
- 1966 :
  - Sally Gunnell, athlète de haies et de sprint britannique. Championne olympique du 400 m haies et médaillée de bronze du relais 4 × 400 m aux Jeux de Barcelone 1992. Championne du monde d'athlétisme du 400 m haies 1993. Championne d'Europe d'athlétisme du 400 m haies 1994. Détentrice du Record du monde du 400 mètres haies du 19 août 1993 au 11 août 1995.
- 1971 :
  - Andrea Philipp, athlète de sprint allemande.
  - Sherron Mills, basketteur américano-turc. († 17 janvier 2016).
- 1972 :
  - Juichi Wakisaka, pilote de courses automobile japonais.
- 1974 :
  - Maurice Barragué, joueur de rugby à XV français.
- 1976 :
  - Lukáš Jarolím, footballeur tchèque.
- 1977 :
  - Johan Wasserman, joueur de rugby à XV sud-africain. (4 sélections en équipe nationale).
- 1978 :
  - Mike Adams, joueur de baseball américain.
  - Julien Laharrague, joueur de rugby à XV français. (12 sélections en équipe de France)
- 1979 :
  - Issam Tej, handballeur tunisien. Champion d'Afrique de handball 2002, 2006, 2010 et 2012. (269 sélections en équipe nationale).
- 1980 :
  - Fernando González, joueur de tennis chilien. Champion olympique du double et médaillé de bronze du simple aux Jeux d'Athènes 2004 puis médaillé d'argent du simple aux Jeux de Pékin 2008.
- 1981 :
  - Simidele Adeagbo, athlète de triple saut et skeletoneuse américano-nigérienne.
  - Fernando Alonso, pilote de F1 et de courses d'endurance espagnol. Champion du monde de Formule 1 2005 et 2006. (32 victoires en Grand Prix). Vainqueur des 24 Heures du Mans 2018 et 2019.
  - Ahmad Hassan Abdullah, athlète de fond kényan puis qatarien. Champion d'Asie d'athlétisme du 10 000 m 2003 et 2007.
  - Sébastien Mobré, athlète handisport de sprint T34 français. Champion du monde d'athlétisme handisport du 100 m puis médaillé d'argent du 200 m et du 400 m 2011.
- 1982 :
  - Andy Reid, footballeur irlandais. (27 sélections en équipe nationale).
- 1983 :
  - Jacques Burger, joueur de rugby à XV namibien. Vainqueur de la Coupe d'Europe de rugby à XV 2016. (38 sélections en équipe nationale).
- 1984 :
  - Wilson Palacios, footballeur hondurien. (97 sélections en équipe nationale).
  - Romain Salin, footballeur français.
  - Maxime Santoni, joueur de rugby à XV français.
  - Kennedy Winston, basketteur américain.
- 1986 :
  - Laëtitia Le Corguillé, cycliste VTT et de BMX française. Médaillée d'argent aux Jeux de Pékin 2008. Championne du monde de BMX en cruiser 2006.
- 1987 :
  - Thomas Jonckheere, basketteur français.
- 1988 :
  - Tarjei Bø, biathlète norvégien. Champion olympique du relais 4 × 7,5 km aux Jeux de Vancouver 2010 et médaillé d'argent du relais 4 × 7,5 km aux jeux Pyeongchang 2018. Champion du monde de biathlon du 20km et du relais 4 × 7,5 km 2011, des relais 4 × 7,5 km 2012, 2016 et 2019, de la Mass Start (15 km), du relais 4 × 7,5km et du relais (2 × 6 km + 2 × 7,5 km) 2013, du relais (2 × 6 km + 2 × 7,5 km) 2020.
  - Emmanuel Biron, athlète de sprint français. Médaillé de bronze du relais 4 × 100 m aux Euros d'athlétisme 2012.
  - Maëva Guillerme, handballeuse française.
  - Roeland Schaftenaar, basketteur néerlandais.
- 1989 :
  - Kosovare Asllani, footballeuse suédoise. (175 sélections en équipe nationale).
  - Jay Rodriguez, footballeur anglo-espagnol. (1 sélection avec l'équipe d'Angleterre).
- 1990 :
  - Filip Barović, basketteur monténégrin. (6 sélections en équipe nationale).
  - Tyler Johnson, hockeyeur sur glace américain.
  - Jan Rutta, hockeyeur sur glace tchèque.
- 1991 :
  - Sung Ji-hyun, joueuse de badminton sud-coréenne. Championne du monde de badminton par équipes 2010.
  - Rodney McGruder, basketteur américain.
- 1992 :
  - Jack Conan, joueur de rugby à XV irlandais. Vainqueur des Grand Chelem 2018 et 2023, du tournoi 2024 ainsi que de la de la Coupe d'Europe de rugby à XV 2018. (43 sélections en équipe nationale).
  - Paul-Georges Ntep, footballeur franco-camerounais. (2 sélections en équipe de France et 4 avec l'équipe du Cameroun).
  - Djibril Sidibé, footballeur franco-malien. Champion du monde football 2018. (18 sélections avec l'équipe de France).
  - Jessy Trémoulière, joueuse de rugby à XV et à sept française. Victorieuse des Grand Chelem 2014 et 2018. (78 sélections avec l'équipe de France de rugby à XV et 23 avec celle de rugby à sept).
- 1993 :
  - Jak Jones, joueur de snooker gallois.
  - Ilia Koutepov, footballeur russe. (13 sélections en équipe nationale).
  - Nicolas Marini, coureur cycliste italien.
  - Nicole Melichar, joueuse de tennis américaine.
  - Dak Prescott, joueur de foot U.S. américain.
- 1994 :
  - Danielle Sino Guemde, lutteuse camerounaise.
- 1997 :
  - Lola Esbrat, patineuse artistique de couple française.
- 1998 :
  - Sofiane Alakouch, footballeur franco-marocain. (2 sélections avec l'équipe du Maroc).
- 1999 :
  - Varian Pasquet, joueur français de rugby à XV et international français de rugby à sept. Champion olympique aux Jeux de Paris 2024.
- 2000 :
  - Enrique Freeman, basketteur américain.

### XXIesiècle
- 2001 :
  - Jacques Siwe, footballeur français.

## Décès

### XXesièclede1901à1950
- 1932 : 
  - Raymond Little, 52 ans, joueur de tennis américain. Vainqueur de la Coupe Davis 1913. (° 5 janvier 1880).
- 1934 : 
  - Didier Pitre, 50 ans, hockeyeur sur glace canadien. (° 1er septembre 1883).

### XXesièclede1951à2000
- 1951 : 
  - Ali Sami Yen, 85 ans, footballeur puis entraîneur et dirigeant sportif turc. Créateur et président du club de Galatasaray. Sélectionneur de l'équipe de Turquie en 1923. Membre du CIO. (° 20 mai 1886).
- 1962 : 
  - Burt Shotton, 77 ans, joueur de baseball américain. (° 18 octobre 1884).
- 1973 : 
  - Roger Williamson, 25 ans, pilote de courses automobile britannique. (° 2 février 1948).
- 1976 : 
  - André Pottier, 93 ans, cycliste sur route français. (° 25 septembre 1882).
- 1982 : 
  - Harold Sakata, 62 ans, haltérophile puis acteur américain. Médaillé d'argent des -82,5 kg aux Jeux de Londres 1948. (° 1er juillet 1920).
- 1992 :
  - Marcel Janssens, 60 ans, cycliste sur route belge. Vainqueur de Bordeaux-Paris 1960. (° 30 décembre 1931).
  - Michel Larocque, 40 ans, hockeyeur sur glace puis dirigeant sportif canadien. (° 6 avril 1952).
- 1995 : 
  - Severino Varela, 81 ans, footballeur uruguayen. Vainqueur de la Copa América 1942. (24 sélections en équipe nationale). (° 14 septembre 1913).
- 1997 : 
  - John Archer, 75 ans, athlète de sprint britannique. Médaillé d'argent du relais 4 × 100 m aux Jeux de Londres 1948. Champion d'Europe d'athlétisme du 100 m 1946. (° 10 août 1921).

### XXIesiècle
- 2010 : 
  - Giancarlo Astrua, 82 ans, cycliste sur route italien. (° 11 août 1927).